# Jacqueline Durran
Jacqueline Durran é uma figurinista britânica. Venceu o Oscar de melhor figurino na edição de 2013 por Anna Karenina, além de ser indicada a esta categoria outras três vezes.